# Oncocnemis atrifasciata
Oncocnemis atrifasciata là một loài bướm đêm trong họ Noctuidae.